# 9497 Dwingeloo
9497 Dwingeloo è un asteroide della fascia principale. Scoperto nel 1973, presenta un'orbita caratterizzata da un semiasse maggiore pari a 2,9511781 UA e da un'eccentricità di 0,0965063, inclinata di 2,24766° rispetto all'eclittica.